# Харьков-Полевой (аэропорт)
Аэропорт Ха́рьков-Полевой (укр. аеропорт Харків-Польовий) — нереализованный проект аэропорта внутренних и международных гражданских авиалиний, строительство которого планировалось в районе пгт Полевая, Дергачёвского района, Харьковской области во времена УССР.
К началу 1970-х годов харьковский аэропорт «Основа» ежегодно обслуживал до 600 тысяч пассажиров, а к началу 1980-х их количество увеличилось до 1,5 млн человек.
В то же время город вплотную подступил к аэропорту и он оказался неспособным обслуживать дальние и международные авиалинии, принимать современные пассажирские и грузовые авиалайнеры. Начал рассматриваться вопрос о его выносе за территорию города.
Постановлением Совета министров УССР от 23 июня 1986 года вводился в действие последний советский генеральный план развития Харькова, согласно которому место для сооружения нового высококлассного аэропорта, отвечающего требованиям безопасности и экологии нашлось в районе пгт Полевая, Дергачёвского района, что в 30 км от Харькова. В перспективе туда же планировался вынос сборочных цехов авиазавода. С городом аэропорт планировалось связать скоростной автомагистралью.
1 сентября 1988 года началась разработка технико-экономического обоснования (ТЭО) проекта нового аэропорта Харьков-Полевой. Разработкой проекта нового аэропорта занимался институт Украэропроект, а аэровокзала — Укргорстройпроект.
В конце 1980-х на размеченные участки поля зашла первая техника для выполнения земляных работ. Началось строительство взлётно-посадочной полосы. Село Головашевка планировалось под снос в связи со строительством.
В 1991 г. с распадом СССР строительство было прекращено. Сама же полоса, как и аэровокзал, вошли в строй как продолжение старого аэропорта в 2011 году.